# Romain Loeffel
Romain Loeffel (* 10. März 1991 in La Chaux-de-Fonds) ist ein Schweizer Eishockeyspieler, der seit Juli 2022 beim SC Bern aus der Schweizer National League unter Vertrag steht und dort auf der Position des Verteidigers spielt.

## Karriere

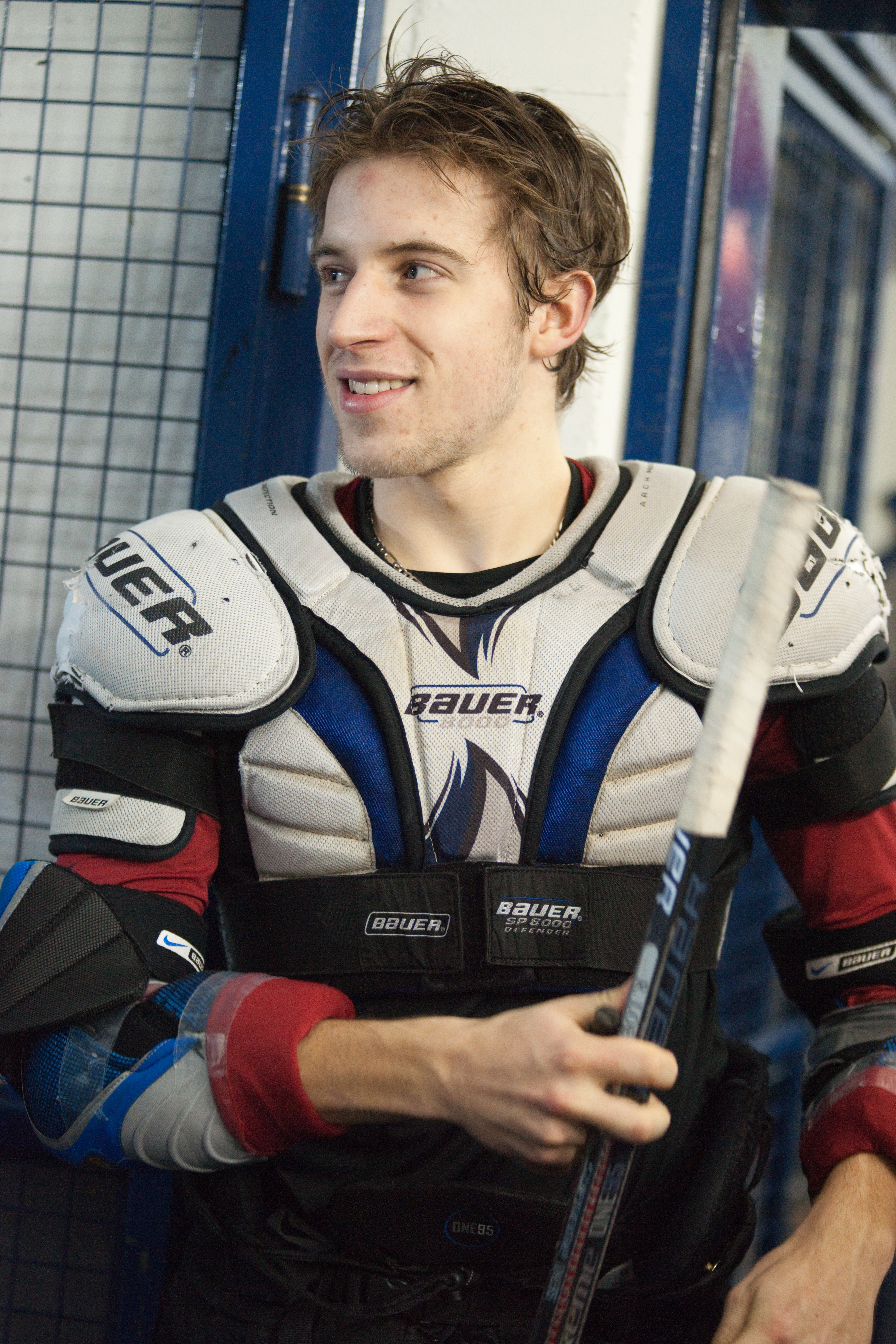
Romain Loeffel (2010)

Loeffel stammt aus der Nachwuchsabteilung des HC Ponts-de-Martel. Als Jugendlicher wechselte er erst zum HC La Chaux-de-Fonds, dann zu Fribourg-Gottéron, für den er während der Saison 2008/09 sein Debüt in der National League A (NLA) gab. Parallel dazu kam er in der Saison 2008/09 hauptsächlich beim Young-Sprinters HC aus Neuchâtel und den Elite-A-Junioren von Gottéron zum Einsatz. Im November 2009 wurde der damals 18-jährige Loeffel an den SC Langenthal ausgeliehen.
Nach der Rückkehr nach Fribourg-Gottéron zur Spielzeit 2010/11 stand der Verteidiger die folgenden dreieinhalb Jahre im NLA-Kader des Klubs. Ende Januar 2014 wurde er im Tausch für Jérémie Kamerzin und John Fritsche zum Genève-Servette HC transferiert. Mit Genève-Servette gewann er im Dezember 2014 den Spengler Cup. Mitte Oktober 2017 gab der HC Lugano Loeffels Verpflichtung mittels eines Vierjahresvertrages – beginnend mit der Saison 2018/19 – bekannt.
Zur Saison 2022/23 unterzeichnete Loeffel einen Vierjahresvertrag beim SC Bern.

### International
Loeffel durchlief die U17-, U18-, U19- und U20-Auswahlmannschaften der Schweiz. Er nahm an den U18-Weltmeisterschaften 2008 und 2009 in der Top-Division sowie den U20-Weltmeisterschaften 2009 in der Division I, die er mit der U20-Auswahl gewinnen konnte und 2011 in der Top-Division teil.
Im Jahr 2015 nahm der Verteidiger erstmals mit der Schweizer A-Nationalmannschaft an einer Weltmeisterschaft teil. Es folgten weitere Teilnahmen in den Jahren 2017, 2019, 2021 und 2023, ehe er bei der Weltmeisterschaft 2024 den Gewinn der Silbermedaille feierte. Damit war er an einem der grössten Erfolge der Schweizer Eishockey-Geschichte beteiligt. Des Weiteren gehörte Loeffel zu den Schweizer Aufgeboten bei den Olympischen Winterspielen 2018 in Pyeongchang und 2022 in Peking.

## Erfolge und Auszeichnungen
- 2013 Schweizer Vizemeister mit Fribourg-Gottéron
- 2014 Spengler-Cup-Gewinn mit dem Genève-Servette HC
- 2016 NLA Media Swiss All-Star Team
- 2019 NL Media Swiss All-Star Team

### International
- 2009 Aufstieg in die Top-Division bei der U20-Junioren-Weltmeisterschaft der Division I, Gruppe A
- 2024 Silbermedaille bei der Weltmeisterschaft

## Karrierestatistik
Stand: Ende der Saison 2024/25

### International
Vertrat die Schweiz bei:
| - U18-Junioren-Weltmeisterschaft 2008 - U20-Junioren-Weltmeisterschaft 2009 - U18-Junioren-Weltmeisterschaft 2009 - U20-Junioren-Weltmeisterschaft 2011 - Weltmeisterschaft 2015 - Weltmeisterschaft 2017 | - Olympischen Winterspielen 2018 - Weltmeisterschaft 2019 - Weltmeisterschaft 2021 - Olympischen Winterspielen 2022 - Weltmeisterschaft 2023 - Weltmeisterschaft 2024 |

(Legende zur Spielerstatistik: Sp oder GP = absolvierte Spiele; T oder G = erzielte Tore; V oder A = erzielte Assists; Pkt oder Pts = erzielte Scorerpunkte; SM oder PIM = erhaltene Strafminuten; +/− = Plus/Minus-Bilanz; PP = erzielte Überzahltore; SH = erzielte Unterzahltore; GW = erzielte Siegtore; 1 Play-downs/Relegation; Kursiv: Statistik nicht vollständig)